# 李克洲
李克洲（1964年2月6日—），中国经济学家。籍贯为江苏省铜山县；1982年至1987年，在哈尔滨工业大学控制工程及计算机科学系读本科；1987年至1989年在中国人民大学读经济学硕士研究生；1989年因参与北京学潮被判刑三年，先后在北京秦城监狱和江苏省第二监狱（即镇江新新监狱）服刑。

## 学术专著
- 《马克思劳动价值理论研究》，中央民族大学出版社，2006年7月版
- 《统一经济学的视野》，台湾兰台出版社，2013年12月版

## 主要观点
李克洲的上述著作证明了：马克思的《资本论》，是建立在混用不同所有制下的商品价值决定理论之上的；其核心--剩余价值理论，是错误的，源于马克思对资本主义商品经济中价值决定因素及其机制的错误认识。

## 资料来源
- http://www.google.com.hk/custom?q=fujo11&sa=%D3%C3Google%CB%D1%CB%F7%B1%BE%D5%BE&client=pub-4677872652805213&sitesearch=pinggu.org&forid=1&ie=GB2312&oe=GB2312&hl=zh-CN